# Vlaamse Democraten
De Vlaamse Democraten was een Belgische Vlaams-nationalistische politieke partij in Brabant.

## Historiek
De partij ontstond als afscheuring van de Volksunie in 1965 en werd opgericht door Daniël Deconinck (Kamerlid sinds 1961), samen met Antoon Roosens, Staf Verrept en Roger Bourgeois. Andere persoonlijkheden die hun interesse in het project getoond hebben waren onder andere Wim Jorissen, Maurits Coppieters en Wilfried Martens.
Het was een poging tot bundeling van de sociaal-flamingantische krachten, die sedert de jaren 50 opgang hadden gemaakt in de Vlaamse Beweging via spreekbuizen zoals het maandblad Het Pennoen en het weekblad De Nieuwe, en ze vertolkten uitgesproken linkse standpunten op maatschappelijk gebied. Er werd een poging tot een electorale samenwerking met de Volksunie ondernomen om aldus tot Vlaamse frontvorming te komen, maar dit werd afgewezen door de partij en haar achterban. Zo stond VU-voorzitter Frans Van der Elst argwanend ten overstaan van het initiatief en werd op verzoek van onder meer Rudi Van der Paal orde op zaken gesteld door de VUM (later bekend als de Vlaamse Militanten Orde, VMO) op het partijsecretariaat in Brussel. Ook werden de Vlaamse Democraten met scherpe pennen bestreden door onder meer 't Pallieterke en Karel Dillen in Dietsland Europa. Langs de andere zijde werd de partij verdedigd door Mark Grammens van De Nieuwe, het weekblad Links en zelfs De Rode Vaan.
Na de afwijzing van een verkiezingskartel met de Volksunie kwamen de Vlaamse Democraten zelfstandig op voor de parlementsverkiezingen van 1965 in Brabant. De partij behaalde 7.609 stemmen (0,65%). Na de stembusgang werd de partij ontbonden. Vanuit de Vlaamse Democraten werd in 1967 het Demokratisch Aktiekomitee Vlaanderen (DAK) opgericht, dat links van de BSP stond. In 1968 fuseerde de nieuwe partij met de Socialistische Beweging Vlaanderen tot de partij Revolutionaire Socialisten. Deze gingen op hun beurt in 1970 op in de trotkistische Revolutionaire Arbeiders Liga (RAL).